# Кенчурка (Пензенская область)
Кенчурка — село Никольского района Пензенской области. Входит в состав Маисского сельсовета.

## География
Находится в северо-восточной части Пензенской области на расстоянии приблизительно 17 км на север по прямой от районного центра города Никольск.

## История
Основано в 1790-годах в составе Корсунского уезда. В 1859 году — деревня владельческих и удельных крестьян, 57 дворов. В 1939—1944 годах здесь отмечен колхоз «Большевистская искра». В 2004 году — 34 хозяйства.

## Население
Численность населения: 492 человека (1859 год), 1275 (1926), 1233 (1930), 1119 (1959), 301 (1979), 119 (1989), 83 (1996). Население составляло 46 человек (русские 100 %) в 2002 году, 8 в 2010.